# Баронова, Ирина Михайловна
Ири́на Миха́йловна Баро́нова (13 марта 1919[…], Петроград — 28 июня 2008[…], Байрон-Бей) — американская балерина и киноактриса, балетный педагог; танцевала во Франции, США и Австралии. Была вице-президентом Королевской академии балета Австралии, а также патронировала Австралийскую балетную школу.

## Биография

### Ранние годы

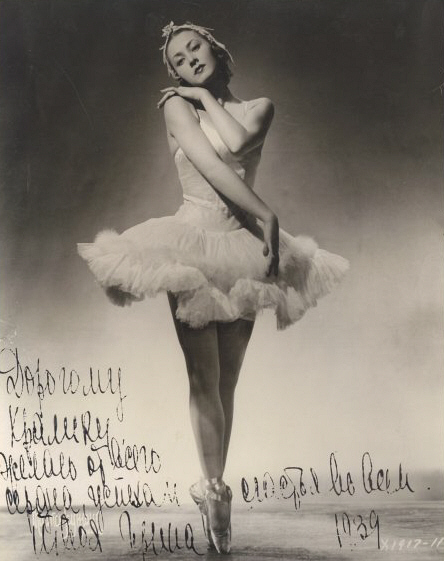
Ирина Баронова в балете «Лебединое озеро», 1939

Дочь морского офицера Михаила Фёдоровича Баронова. В возрасте двух лет эмигрировала с семьей в Румынию. впоследствии Баронова так вспоминала этот эпизод своей биографии:
«Мы добрались до Днестра, нашли перевозчика, который согласился переправить нас на берег Румынии. Так как деньги ничего не стоили в то время, а перевозчику нужно было платить, маме пришлось отдать часть своих драгоценностей, которые она прятала в своих длинных волосах. Перевозчик сказал маме с папой, что „если ваша дочка заплачет в лодке и это услышат пограничники, я выброшу её в воду — мне моя жизнь дороже“. Родители были в шоке. На их счастье, одна женщина, беженка, как и мы, предложила маме кусочек сахара, посоветовав положить мне его в рот во время пересечения границы и я буду помалкивать. Так и получилось. Моя мама потом всегда вспоминала эту добрую женщину. И до сих пор я предпочитаю кусочек сахара другим сладостям, как, например, шоколад».
Влюбилась в балет, увидев выступление Тамары Карсавиной. В Бухаресте занималась балетом у преподавательницы балета мадам Можайской, которая вскоре, однако, сказала родителям, что ради развития способностей Ирины ей нужно продолжить обучения на более высоком профессиональном уровне. Семья привезла девочку в Париж, чтобы учить её балетному искусству. Занималась с Ольгой Преображенской, Матильдой Кшесинской, в одной студии с другими известными в будущем балеринами Тамарой Тумановой и Татьяной Рябушинской.

### Годы на сцене
Дебютировала в Опера де Пари в 1930 году. В 1932 году Джордж Баланчин ввёл Ирину Баронову в новую труппу «Русский балет Монте-Карло», где вместе с Тамарой Тумановой и Татьяной Рябушинской она составила трио так называемых бэби-балерин, так как юным артисткам было по 13 лет от роду. Вместе с Антоном Долиным танцевала в «Лебедином озере» (1933) в роли Одетты. Выступала в роли Модистки в возобновлённой версии «Прекрасного Дуная» Л. Ф. Мясина (1933). В 1937 году исполнила роль Шамаханской царицы на премьере балета Михаила Фокина «Золотой петушок» в Лондоне. Принимала участие в гастролях труппы полковника Василия де Базиля «Оригинальный русский балет», танцевала сольные партии в балетах «Спящая красавица», «Петрушка», «Жар-птица» и прочих спектаклях из дягилевской антрепризы. Выступала с труппой Балетного театра США под покровительством Сола Юрока. Там Ирина Баронова снискала такую популярность, что стала прототипом героини бродвейского мюзикла «На ваших пуантах» (1936) Веры Барановой.

Костюмы и декорации для труппы, в которой танцевала Баронова, создавали Пабло Пикассо и Сальвадор Дали.
«Однажды С. Дали и его жена Гала пришли посмотреть нашу репетицию. В то время, как С. Дали обсуждал с Мясиным очередной проект, я села рядом с Галой. Она была русской по национальности, любительницей поболтать, общительной и дружелюбной. Я иногда наблюдала за Дали: он Дали был стройным, элегантным и романтически мужчиной. Его глаза никогда не были пусты — они были прекрасны. С ним было легко общаться».
В США Ирина Баронова могла сделать карьеру как киноактриса, сыграв в фильме «Флориан», но ей не понравилась атмосфера Голливуда: «Меня всё время сопровождало чувство: „Поскорей бы уехать оттуда“. Ощущалась колоссальная некультурность. Голливуд делал хорошие кинофильмы в своих типично голливудских жанрах. Но меня не привлекали голливудские звёзды, эта Фабрика Грёз. Не чувствовалось у них души и сердца. Это совершенно другая порода людей. Вот балет… Это совсем другой дух».

### После театра
В 1946 приняла ультиматум второго мужа и покинула сцену. Снималась в кино. Растила детей. Похоронив в 1967 и 1974 обоих мужей, вернулась в балет как педагог, постановщик и консультант. По приглашению Марго Фонтейн вела балетный курс, была постановщиком танцев в биографическом фильме Нижинский (1980), восстановила постановку балета Михаила Фокина Сильфиды на музыку Шопена в оркестровке Глазунова (1986), помогала Мариинскому театру (1992). Написала автобиографию (2005).
Несколько раз побывала в России — после Второй мировой войны и распада Советского Союза.
Одна из дочерей — англо-американская киноактриса Виктория Теннант (род. 1950), в 1986—1994 была женой актёра Стива Мартина.

## Семья
Отец — Баронов Михаил Фёдорович. В Гражданскую войну служил у Колчака, в эмиграции работал разнорабочим и художником, позднее стал первым сценографом американского телевидения.
Дед (по отцу) Баронов Федор Петрович — работал директором «Банка Империал», по другой версии чиновник государственного банка в Санкт-Петербурге (директор императорских банков).
Дед (по матери) — генерал Александр Вешняков.
Мать — Баронова (урождённая Вишнякова) Лидия Александрова (дочь генерала Александра Михайловича Вишнякова).
Дядя (брат отца) — Баронов, Константин Фёдорович.
Первый муж — Герман Севастьянов, племянник К. Станиславского. Брак заключён в Сиднее в 1938 году. После смерти второго мужа в автомобильной аварии, Баронова снова жила с Севастьяновым до его смерти в 1974 году.
Второй муж — Сесил Теннант, театральный агент и импресарио Лоуренса Оливье и Вивьен Ли. Брак продлился с 1946 по 1967 годы.
Дети — дочери Виктория Теннант, британская актриса кино и телевидения, и Ирина, сын Роберт.

## Награды
- Медаль Нижинского.
- Почётный диплом Школы Искусств Северной Каролины.
- Награда Лусии Чейс Американского Театра балета.
- Награда Королевы Елизаветы II от Королевской Академии Танца за бесценный вклад в балет.

## Фильмография
| Год  | Картина          | Роль            | Примечания     |
| ---- | ---------------- | --------------- | -------------- |
| 1940 | Флориан          | Трина           |                |
| 1943 | Иоланда          | танцовщица      |                |
| 1949 | Цепь событий     | Ирина Морозова  |                |
| 1951 | Toast to Love    | Иоланда Петрова |                |
| 1980 | Нижинский        | балетмейстер    |                |
| 2004 | Русские балерины | саму себя       | документальный |